# Domenico Lu Domine
Domenico Lu Domine (Udine, 1380 - 1390 – dopo il 1447) è stato un pittore italiano.

## Biografia

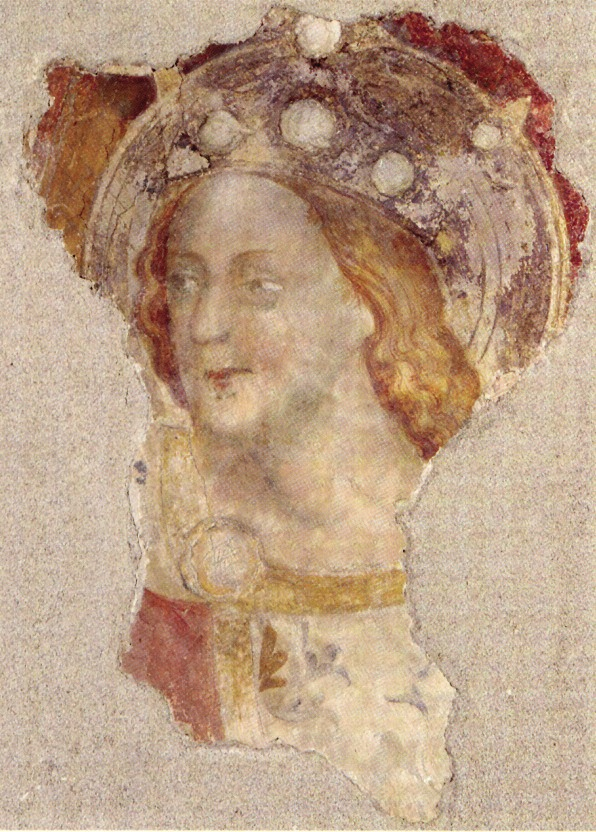
Testa di Cristo, lacerto di affresco, salvato dalla distruzione dell'abside della chiesa di S. Giusto nel 1843 (Musei civici di Trieste)

Spesso in collaborazione con Antonio Baietto, fu il primo pittore di origine friulana che lavorò nei territori del Patriarcato di Aquileia, dopo gli interventi di numerosi maestri provenienti da Padova, Treviso e Bologna. Anzi, probabilmente sia Domenico che il Baietto si possono collocare nella tradizione di Vitale da Bologna, che aveva operato nel Duomo di Udine.
Nel 1410 operò con Antonio Baietto nella chiesa di San Giovanni a Marano Lagunare. Nel 1413 affrescò una piccola loggia, andata distrutta nel corso dei secoli, collegata al Duomo di Gemona del Friuli.
Nel 1423, sempre con Antonio Baietto, dipinse nel catino dell'abside della basilica di San Giusto a Trieste la Incoronazione della Vergine, affresco andato perduto nel 1843 in seguito alla demolizione dell'abside stesso. L'affresco portava la seguente iscrizione
Del dipinto ci rimane solo un acquerello ottocentesco del triestino G. Merlato, che ne conserva la composizione, ed inoltre due lacerti con i volti del Cristo e della Vergine conservati al Civico Museo di Storia ed Arte della città giuliana.
Ai due pittori sono attribuiti gli affreschi della Cappella del Gonfalone nel Duomo di Venzone, perduti dopo il terremoto del Friuli del 1976 ed inoltre alcuni affreschi della chiesetta di san Leonardo in Fagagna.